# Megachile sumizome
Megachile sumizome là một loài Hymenoptera trong họ Megachilidae. Loài này được Hirashima & Maeta mô tả khoa học năm 1974.